# Myoxanthus werneri
Myoxanthus werneri är en orkidéart som beskrevs av Carlyle August Luer. Myoxanthus werneri ingår i släktet Myoxanthus och familjen orkidéer. Inga underarter finns listade i Catalogue of Life.